# نورول القابضة
نورول القابضة هي تكتل صناعي في تركيا يعمل في مجالات البناء والتصنيع الدفاعي والطاقة والاستثمارات المصرفية والسياحة. أعمالها الأساسية هي البناء. تأسست شركة نورول للإنشاءات عام 1966. وهي مملوكة ملكية خاصة ، وبمساهمات متساوية يملكها ثلاثة أعضاء من عائلة جارميكلي. تأسست القابضة عام 1989. وقد حضر الاحتفال بالذكرى الخامسة والثلاثين للشركة في عام 2001 رئيس الوزراء السابق ورئيس تركيا سليمان ديميريل. في عام 2007 ، نظرت في دخول قطاع الإعلام من خلال المشاركة في مناقصة صباح (ATV) ، لكنها قررت رفضها بعد مراجعة البيانات المالية للشركات.